# Liste der honduranischen Botschafter in Mexiko
Die Botschaft befindet sich in der Calle Alfonso Reyes 220, in der Colonia Condesa.

## Geschichte
Als Beleg für die ebenbürtig, freundschaftliche Tradition der Beziehungen der beiden Regierungen wird von honduranischer Seite angeführt, dass die Regierung von Juan Lindo 1847, während des Mexikanisch-Amerikanischen Krieges der Regierung von Manuel de la Peña y Peña ihre Hilfe anbot.
| Ernannt / Akkreditiert | Name                          | Bemerkung | in der Regierung von          | akkreditiert bei der Regierung von | Posten verlassen |
| ---------------------- | ----------------------------- | --- | ----------------------------- | ---------------------------------- | ---------------- |
| 1891                   | Salvador Rodriguez            | Geschäftsträger | Ponciano Leiva                | Porfirio Díaz                      |                  |
| 1899                   | Rafael Zaldívar               | | Terencio Sierra               | Porfirio Díaz                      |                  |
| 1911                   | Alberto Membreño              | | Francisco Bertrand            | Francisco Madero                   |                  |
| 18. Jan. 1913          | Otto Reinbeck                 | Geschäftsträger | Manuel Bonilla                | Francisco Madero                   |                  |
| 1917                   | Ricardo Urrutia               | | Francisco Bertrand            | Venustiano Carranza                |                  |
| 1921                   | Salvador Córdova              | | Rafael López Gutiérrez        | Álvaro Obregón                     |                  |
| 1925                   | Alberto Membreño              | Geschäftsträger | Miguel Paz Barahona           | Plutarco Elías Calles              |                  |
| 1928                   | Luciano Milla Cisneros        | Geschäftsträger | Miguel Paz Barahona           | Emilio Portes Gil                  |                  |
| 1929                   | Ricardo Diego Alduvín Lozano  | | Vicente Mejia Colindres       | Emilio Portes Gil                  |                  |
| 1931                   | Jesús B. Castro               | Geschäftsträger | Vicente Mejia Colindres       | Pascual Ortiz Rubio                |                  |
| 1933                   | José Edgardo Valenzuela Medal | (* Comayagüela Tegucigalpa) Jan. 1949 Außenminister | Tiburcio Carias Andino        | Abelardo L. Rodríguez              |                  |
| 1943                   | Marco Antonio Batres          | | Tiburcio Carias Andino        | Manuel Ávila Camacho               |                  |
| 1945                   | José Reina Valenzuela         | | Tiburcio Carias Andino        | Manuel Ávila Camacho               |                  |
| 1949                   | Gregorio Reyes Zelaya         | | Juan Manuel Gálvez            | Miguel Alemán Valdés               | 1954             |
| 1954                   | José Reina Valenzuela         | | Julio Lozano Diaz             | Adolfo Ruiz Cortines               | 1955             |
| 1955                   | Porfirio Hernández I.         | | Julio Lozano Diaz             | Adolfo Ruiz Cortines               | 1957             |
| 1958                   | Gilberto Bendaña Ulloa        | | José Ramón Villeda Morales    | Adolfo López Mateos                |                  |
| 1960                   | José Angel Ulloa              | | José Ramón Villeda Morales    | Adolfo López Mateos                | 1963             |
| 1963                   | Efraín Ponce                  | | Oswaldo López Arellano        | Adolfo López Mateos                |                  |
| 1967                   | Armando Velázquez Cerrato     | Oberst | Oswaldo López Arellano        | Gustavo Díaz Ordaz                 | 1970             |
| 1970                   | Hernán López Callejas         | | Oswaldo López Arellano        | Luis Echeverría Álvarez            | 1972             |
| 1972                   | Tito Humberto Cárcamo Tercero | | Oswaldo López Arellano        | Luis Echeverría Álvarez            | 1977             |
| 1978                   | Eliseo Pérez Cadalso          | | Policarpio Juan Paz Garcia    | José López Portillo                | 1980             |
| 1980                   | Olmeda Rivera de Rivera       | Geschäftsträger | Policarpio Juan Paz Garcia    | José López Portillo                |                  |
| 1981                   | Humberto López Villamil       | | Policarpio Juan Paz Garcia    | José López Portillo                | 1982             |
| 1982                   | Zonia Canales de Mendieta     | | Roberto Suazo Córdova         | Miguel de la Madrid Hurtado        | 1983             |
| 1983                   | Ricardo Pineda Milla          | (* 1. Juni 1918) Ricardo Arturo Pineda Milla gehörte zur Gruppe Diplomaten, welche am 3. Dezember 1971 die Islas del Cisne von den Vereinigten Staaten zurück erhielten. 8. November 1974: Acting Minister of Foreign Affairs | Roberto Suazo Córdova         | Miguel de la Madrid Hurtado        | 1986             |
| 1999                   | Roberto Reyes Mazzoni         | | Carlos Roberto Flores Facussé | Ernesto Zedillo Ponce de León      | 2000             |
| 2000                   | Roberto Paredes Fernández     | Geschäftsträger | Carlos Roberto Flores Facussé | Vicente Fox Quesada                | 13. Aug. 2002    |
| 13. Aug. 2002          | René Becerra Zelaya           | [ 2 ] | Ricardo Maduro                | Vicente Fox Quesada                | 2004             |
| 2004                   | Francisco Zepeda Andino       | Oberst Oberbefehlshaber der Luftwaffe, 1987: Botschafter in Taipeh 1990 – 26. Januar 1991: Ministro de Defensa y Seguridad Pública.                                                                                           | Ricardo Maduro                | Vicente Fox Quesada                |                  |
| Apr. 2007              | Rosalinda Bueso Asfura        | | Manuel Zelaya                 | Felipe Calderón Hinojosa           |                  |
| 20. Jan. 2011          | José Mariano Castillo Mercado | [ 3 ] | Porfirio Lobo Sosa            | Felipe Calderón Hinojosa           |                  |